# Svenska mästerskapen i längdskidåkning 1981
Svenska mästerskapen i längdskidåkning 1981 arrangerades i Filipstad.

## Medaljörer, resultat

### Herrar
| Gren              | Guld                                                    | Guld                                                    | Silver          | Silver    | Brons          | Brons     |
| 15 km             | Thomas Eriksson                                         | Domnarvets GIF                                          | Benny Kohlberg  | Arvika IS | Jan Ottosson   | Åsarna IK |
| 30 km             | Thomas Wassberg                                         | Åsarna IK                                               | Benny Kohlberg  | Arvika IS | Heimo Martilla | IFK Mora  |
| 50 km             | Thomas Eriksson                                         | Domnarvets GIF                                          | Thomas Wassberg | Åsarna IK | Benny Kohlberg | Arvika IS |
| Stafett 3 x 10 km | Åsarna IK (Hans Persson, Jan Ottosson, Thomas Wassberg) | Åsarna IK (Hans Persson, Jan Ottosson, Thomas Wassberg) |                 |           |                |           |
| Lagtävling 15 km  | Åsarna IK                                               | Åsarna IK                                               |                 |           |                |           |
| Lagtävling 30 km  | Åsarna IK                                               | Åsarna IK                                               |                 |           |                |           |
| Lagtävling 50 km  | Åsarna IK                                               | Åsarna IK                                               |                 |           |                |           |

### Damer
| Gren             | Guld                                                                 | Guld                                                                 | Silver          | Silver      | Brons           | Brons     |
| 5 km             | Carina Sandberg                                                      | Grava SK                                                             | Marie Johansson | Ludvika FFI | Gunnel Mörtberg | Högbo AIK |
| 10 km            | Marie Johansson                                                      | Ludvika FFI                                                          | Gunnel Mörtberg | Högbo AIK   | Carina Sandberg | Grava SK  |
| 20 km            | Carina Sandberg                                                      | Grava SK                                                             | Marie Johansson | Ludvika FFI | Eva Olsson      | Delsbo IF |
| Stafett 3 x 5 km | Högbo AIK (Kristina Olsson, Ann-Christine Palander, Gunnel Mörtberg) | Högbo AIK (Kristina Olsson, Ann-Christine Palander, Gunnel Mörtberg) |                 |             |                 |           |
| Lagtävling 5 km  | Högbo AIK                                                            | Högbo AIK                                                            |                 |             |                 |           |
| Lagtävling 10 km | Högbo AIK                                                            | Högbo AIK                                                            |                 |             |                 |           |
| Lagtävling 20 km | IFK Mora                                                             | IFK Mora                                                             |                 |             |                 |           |

### Webbkällor
- Svenska Skidförbundet